# Хектокотил
Хектокотил (от гръцки hekaton – сто и kotyle – издънка) е своеобразно видоизменено пипало при мъжките главоноги индивиди. С негова помощ самците пренасят своите сперматофори от своята мантийна празнина към мантийната празнина на женската. Тази част от пипалото е добре инервирана и високо чувствителна. При някои главоноги като представителите на род Argonauta дългият хектокотил се откъсва от тялото като задържа със себе си един или два сперматофора. Той плава самостоятелно до момент, в който прониква в мантийната празнина на самката. За първи път хектокотилът е описан от Аристотел, а допреди два века се е смятало, че хектокотилът представлява паразитен вид животно и дори Кювие му дава видово име.